# Китайский информационный интернет-центр
Китайский информационный интернет-центр (кит. трад. 中国互联网新闻中心, пиньинь Zhōngguó Hùliánwǎng Xīnwén Zhōngxīn) — китайский государственный веб-портал Информационного бюро Государственного совета и Китайской международной издательской группы.
Его главным редактором является Ван Сяохуэй[уточнить], который также является заместителем заведующего Отделом пропаганды Коммунистической партии Китая.

## Локализация
Сайт доступен на арабском, китайском (упрощённом), китайском (традиционном), английском, эсперанто, французском, немецком, японском, корейском, русском и испанском языках.